# Pevensey Levels
Pevensey Levels är en slätt i Storbritannien.   Den ligger i riksdelen England, i den södra delen av landet, 80 km söder om huvudstaden London.